# Altersfleck

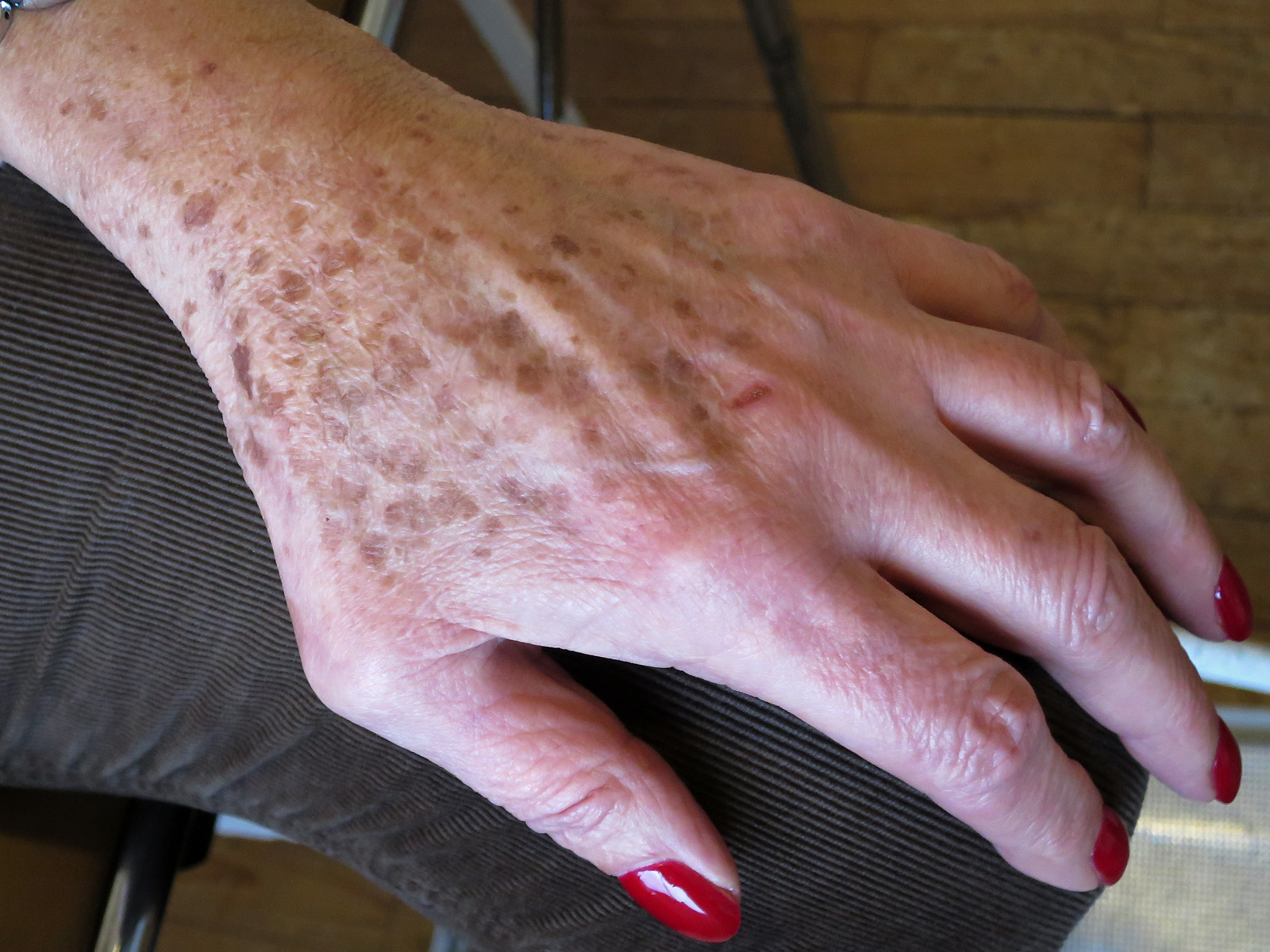
Altersflecken auf dem Handrücken

Altersflecken (lateinisch Lentigines seniles, Lentigines solares) sind Pigmentstörungen der Haut. Sie entstehen durch vermehrte sowie chronische Exposition gegenüber Ultraviolettstrahlung, z. B. Sonnenlicht. Dabei kommt es zu lokalen, scharf begrenzten hellbraunen Fleckbildungen („Makulae“) mit Vermehrung der melaninproduzierenden Melanozyten, überwiegend im Bereich der Handrücken, Unterarme und Gesichtshaut.
Bei den Flecken handelt es sich um Anhäufungen des bräunlich-wachsartigen Pigments Lipofuszin (auch Alters- oder Abnutzungspigment), das als Endprodukt aus der Oxidation von ungesättigten Fettsäuren der Zellmembranen entsteht. Die Lysosomen sind nicht mehr imstande, den Stoff völlig abzubauen. So bleibt er zurück und sammelt sich in den Zellen an; es entsteht ein sichtbarer Fleck.
Das Phänomen ist mit dem der Sommersprossen (lat. Epheliden) verwandt. Bei Sommersprossen kommt es jedoch nicht zu einer Vermehrung der Melanozyten. Altersflecken können am besten durch medizinische Lasertherapie oder durch Behandlung mit Frucht-, Vitamin-A-Säure oder Rucinol-haltigen Präparaten entfernt werden, siehe auch Hautaufhellung. Ein nachfolgender konsequenter UV-Schutz verhindert das erneute Auftreten. Altersflecken sind gutartig. Da es jedoch eine Unterform des malignen Melanoms gibt (das Lentigo-Maligna-Melanom), das deutliche Ähnlichkeiten aufweist und sich aus einer Lentigo maligna entwickelt, wird die medizinische/dermatologische Begutachtung von Altersflecken empfohlen.
Zur Vorbeugung gegen Altersflecken empfiehlt sich ein konsequentes tägliches Auftragen von Sonnenschutzcremes mit hohem Lichtschutzfaktor. Bei Auftreten von Keratosen empfehlen Hautärzte auch die Anwendung von Cremes mit Diclofenac-Natrium-Gel als Wirkstoff.